# Planetary Data System
Il Planetary Data System (PDS) è un sistema distribuito di dati che la NASA utilizza per archiviare i dati raccolti dalle missioni spaziali nel Sistema Solare.
Si tratta di un archivio attivo che rende disponibili alla comunità di ricercatori astronomici una serie di dati ben documentati e sottoposti a revisione paritaria. I dati provengono da missioni orbitali e robotiche, oltre che da dati di supporto da Terra associati con le missioni in questione. PDS è gestito dalla NASA Headquarters' Planetary Sciences Division.

## Filosofia di archiviazione
L'obiettivo del PDS è di mantenere un archivio planetario di dati in grado di resistere al passare del tempo in modo che le future generazioni di scienziati possano ancora accedere, comprendere e utilizzare i dati immagazzinati. Per raggiungere questo scopo il PDS utilizza stretti standard di archiviazione di mezzi, formati e documentazione richiesta.

## Nodi
Il PDS è composto di otto nodi, di cui si sono nodi di discipline scientifiche e due sono nodi di supporto. Inoltre ci sono vari sottonodi e nodi di dati il cui status tende a cambiare nel tempo.

### Nodi di discipline scientifiche
- Atmospheres Node – tratta dati atmosferici non di imaging (in carico alla New Mexico State University)[5]
- Geosciences Node – tratta dati relativi alla superficie e all'interno di pianeti di tipo terrestre (in carico alla Washington University in St. Louis)[6]
- Cartography and Imaging Science Node – archivia le collezioni di immagini planetarie,[7] (in carico a Astrogeology Research Program della United States Geological Survey e Jet Propulsion Laboratory)
- Planetary Plasma Interaction (PPI) Node – tratta dati relativi all'interazione tra venti solari e planetari con magnetosfera, ionosfera e superficie dei pianeti (in carico alla University of California, Los Angeles)
- Ring-Moon Systems Node – si occupa di archiviare, catalogare e distribuire i dati planetari relativi a sistemi di anelli, satelliti naturali e pianeti  [8] (SETI Institute)
- Small Bodies Node (SBN) – si occupa di asteroidi, comete e polvere planetaria [9] (University of Maryland, College Park)
  - Comet Subnode (University of Maryland, College Park)
  - Asteroid/Interplanetary Dust Subnode (Planetary Science Institute)

### Nodi di supporto
- Engineering Node – fornisce supporto di sistemi ingegneristici (Jet Propulsion Laboratory)[10]
- Navigation and Ancillary Information Facility (NAIF) Node – mantiene il sistema di informazioni SPICE (Jet Propulsion Laboratory)[11]

## Struttura organizzativa
Il PDS Management Council ha la responsabilità della politica tecnica e fornisce informazioni alla NASA riguardo alla gestione dei dati di scienze planetarie, assicura il coordinamento tra i nodi, garantisce la risposta alle esigenze dei clienti, monitora l'uso appropriato dell'evoluzione delle tecnologie informatiche per rendere il PDS più efficiente e attento ai costi. È formato dai principal investigator dei nodi delle discipline scientifiche assieme ai responsabili dei Technical Support Nodes, al Project Manager e al Deputy Project Manager.
Il "Solar System Exploration Data Services Office" presso il Goddard Space Flight Center si occupa del PDS Project Management.

## Roadmap 2017–2026
La NASA e il PDS sono impegnate nello sviluppo della Roadmap per il periodo 2017-2026. Lo scopo originario di questa roadmap era di tracciare una strategia di avanzamento nell'archiviazione dei dati planetari che tenga conto del volume rapidamente crescente di dati (attualmente 1 petabyte), delle nuove capacità di calcolo, delle strutture e della crescente comunità di studiosi delle scienze planetarie.